# Каменки
Ка́менки (лат. Oenanthe, от др.-греч. οἰνάνθη, предполож. обыкновенная каменка) — род воробьиных птиц из семейства мухоловковых.

## Описание
У большинства видов есть характерные чёрно-белые или красно-белые отметины на надхвостье или длинном хвосте. Обычно выражен половой диморфизм; только самец имеет рисунок оперения, характерный для этого рода, хотя у самки есть общие для всех видов белые или красные пятна на надхвостье.

## Виды
В состав рода включат 31 вид:
- Oenanthe albifrons (Rüppell, 1837) — Белолобый муравьиный чекан
- Oenanthe albonigra (Hume, 1872) — Черноголовая каменка
- Oenanthe bottae (Bonaparte, 1854) — Рыжегрудая каменка
- Oenanthe chrysopygia (De Filippi, 1863)
- Oenanthe cypriaca (Homeyer, 1885) — Кипрская каменка
- Oenanthe deserti (Temminck, 1825) — Пустынная каменка
- Oenanthe dubia (Blundell et Lovat, 1899) — Тёмный скромный чекан
- Oenanthe familiaris (Wilkes, 1817), или Рыжехвостый скромный чекан
- Oenanthe finschii (Heuglin, 1869) — Черношейная каменка
- Oenanthe frenata (Heuglin, 1869)
- Oenanthe fusca (Blyth, 1851) — Бурый скромный чекан
- Oenanthe halophila (Tristram, 1859)
- Oenanthe heuglini (Heuglin, 1869)
- Oenanthe hispanica (Linnaeus, 1758) — Испанская каменка
- Oenanthe isabellina (Temminck, 1829) — Каменка-плясунья
- Oenanthe leucopyga (Brehm, CL, 1855) — Белопоясная каменка, или белогузая каменка
- Oenanthe leucura (Gmelin, 1789) — Белохвостая каменка, или чернобрюхая каменка
- Oenanthe lugens (Lichtenstein, 1823) — Траурная каменка, или черноспинная каменка
- Oenanthe lugentoides (Seebohm, 1881) — Аравийская каменка
- Oenanthe lugubris (Ruppell, 1837)
- Oenanthe melanoleuca (Güldenstädt, 1775)
- Oenanthe melanura (Temminck, 1824) — Чернохвостый скромный чекан
- Oenanthe moesta (Lichtenstein, 1823) — Рыжепоясничная каменка, или краснопоясничная каменка
- Oenanthe monacha (Temminck, 1825) — Каменка-монашка
- Oenanthe oenanthe (Linnaeus, 1758) — Обыкновенная каменка
- Oenanthe phillipsi (Shelley, 1885) — Сомалийская каменка
- Oenanthe picata (Blyth, 1847) — Чёрная каменка
- Oenanthe pileata (Gmelin, 1789) — Чернолобая каменка
- Oenanthe pleschanka (Lepechin, 1770) — Каменка-плешанка
- Oenanthe scotocerca (Heuglin, 1869) — Бурохвостый скромный чекан
- Oenanthe seebohmi (Dixon, 1882)
- Oenanthe warriae Shirihai & Kirwan, 2011
- Oenanthe xanthoprymna (Hemprich & Ehrenberg, 1833) — Златогузая каменка